# Alexander Louis Peal
Alexander Louis Peal là nhà lâm nghiệp và nhà bảo vệ môi trường người Liberia. Ông làm việc với Phillip Robinson, nhà nghiên cứu loài hà mã lùn, khảo sát khu vực được thiết lập làm Vườn quốc gia Sapo trong năm 1983, lập nên vườn quốc gia chính thức đầu tiên của Liberia.
Peal là chủ tịch và Tổng giám đốc của Hôi bảo tồn Thiên nhiên Liberia (Society for the Conservation of the Nature of Liberia), một hội phi lợi nhuận Ông cũng là thành viên của "Nhóm chuyên gia Linh trưởng" (Primate Specialist Group) của "Ủy ban các loài sống còn" (Species Survival Commission) thuộc Liên minh Bảo tồn Thiên nhiên Quốc tế, nghiên cứu việc bảo tồn loài Tinh tinh (Pan troglodytes) ở Sapo.
Năm 2000, ông được thưởng Giải Môi trường Goldman cho các nỗ lực bảo vệ và duy trì đa dạng sinh học cùng di sản thiên nhiên của đất nước ông